# خزامي (لون)
خزامي (الأزهار) (#B57EDC)
#B57EDC
خزامي (ألوان الويب) (#E6E6FA)
#E6E6FA
الخُزامي (بالإنجليزية: Lavender)‏ هو اللون الأرجواني الفاتح، ويأخد هذا اللون اسمه من زهور الخُزامى. هناك اختلاف في التدرج اللوني لهذا اللون، فألوان الويب تملك تدرج فاتح جداً لهذا اللون (#E6E6FA) أما الأشخاص العاديين فيعتبرون اللون الخُزامي أكثر تشبعاً وأقل سطوعاً (#B57EDC) من ذلك المعتمد لدى مصممي مواقع الإنترنت. قد يوصف اللون الخُزامي بأنه اللون الأرجواني ذو التدرج المتوسط أو الأرجواني الوردي الفاتح. مسمى لون خزامي يمكن ينطبق بشكل عام على مجموعة واسعة من التدرجات الفاتحة والرمادية للون الأرجواني لكن فقط من الجانب الوردي لذلك اللون، أما اللون الليلكي هو الأرجواني الفاتح من الجانب الأزرق. في الدهانات وألوان الطلاء يتم إنشاء اللون الخزامي بمزج الأرجواني مع طلاء أبيض.